# Lipówka (Dąbrowa Górnicza)
Lipówka – część miasta Dąbrowy Górniczej, w jego południowo-schodniej części. Rozpościera się wzdłuż ulicy o nazwie Lipówka, wśród obszarów zielonych, skąpo zabudowanych.
W granicach Dąbrowy od 1975 roku, w latach 1975-75 w granicach miasta Strzemieszyce Wielkie.

## Historia
Lipówka to dawna kolonia Strzemieszyc Małych. Dawniej należała do gminy Olkusko-Siewierskiej. Za II RP weszła w skład gromady Strzemieszyce Wielkie w gminie Olkusko-Siewierskiej. 
Pod okupacją gminę Olkusko-Siewierska zniesiono z dniem 15 marca 1941, a Lipówkę włączono do nowo utworzonej gminy gminy Strzemieszyce.
W PRL przywrócono podział sprzed wojny. 1 stycznia 1950 roku jednostka o nazwie Olkusko-Siewierska zostaje formalnie zniesiona, a jej obszar (z Lipówką) włączony do nowej gminy Strzemieszyce Wielkie. Gmina Strzemieszyce Wielkie została zniesiona 29 września 1954 roku wraz z reformą wprowadzającą gromady w miejsce gmin, a Lipówka (jako składowa Strzemieszyc Małych) weszła w skład nowo utworzonej gromady Strzemieszyce Małe. Tam przetrwała do końca 1972 roku, czyli do kolejnej reformy gminnej.
W 1973 sołectwo Strzemieszyce Małe (z Lipówką) wcielone zostało do miasta Strzemieszyce Wielkie. 27 maja 1975 razem ze Strzemieszycami Wielkimi wcielona do Dąbrowy Górniczej.